# Memoriał Huberta Jerzego Wagnera 2021
Memoriał Huberta Jerzego Wagnera 2021 – 18. edycja turnieju siatkarskiego, która odbyła się w dniach 9–11 lipca 2021 roku.

## Uczestnicy
- Polska
- Norwegia
- Egipt
- Azerbejdżan

Pierwotnie w turnieju zamiast reprezentacji Azerbejdżanu miała wziąć udział reprezentacja Tunezji. Z powodu stwierdzenia wśród części zawodników wirusa SARS-CoV-2 wywołującego chorobę COVID-19, Tunezyjczycy byli zmuszeni zrezygnować z udziału w zawodach.

## Tabela
| Lp. | Drużyna     | Pkt | Mecze | Mecze   | Mecze   | Sety | Sety | Sety  | Małe punkty | Małe punkty | Małe punkty |
| Lp. | Drużyna     | Pkt | M     | W (3:2) | P (2:3) | wyg. | prz. | ratio | zdob.       | str.        | ratio       |
| --- | ----------- | --- | ----- | ------- | ------- | ---- | ---- | ----- | ----------- | ----------- | ----------- |
| 1   | Polska      | 9   | 3     | 3 (0)   | 0 (0)   | 9    | 0    | MAX   | 226         | 140         | 1.614       |
| 2   | Egipt       | 5   | 3     | 2 (1)   | 1 (0)   | 6    | 5    | 1.200 | 238         | 227         | 1.048       |
| 3   | Norwegia    | 4   | 3     | 1 (0)   | 2 (1)   | 5    | 6    | 0.833 | 230         | 232         | 0.991       |
| 4   | Azerbejdżan | 0   | 3     | 0 (0)   | 3 (0)   | 0    | 9    | 0.000 | 130         | 225         | 0.578       |

Źródło: fundacjawagnera.pl
Punktacja: 3:0 i 3:1 – 3 pkt; 3:2 – 2 pkt; 2:3 – 1 pkt; 1:3 i 0:3 – 0 pkt
Zasady ustalania kolejności: 1. liczba punktów; 2. liczba zwycięstw; 3. stosunek setów; 4. stosunek małych punktów; 5. bilans w bezpośrednich meczach

## Wyniki
| Data  | Godz. | Drużyna 1   | Wynik | Drużyna 2   | 1     | 2     | 3     | 4     | 5     | * |
| ----- | ----- | ----------- | ----- | ----------- | ----- | ----- | ----- | ----- | ----- | - |
| 09.07 | 15:00 | Azerbejdżan | 0:3   | Egipt       | 16:25 | 11:25 | 16:25 |       |       |   |
| 09.07 | 18:00 | Polska      | 3:0   | Norwegia    | 25:13 | 25:14 | 25:20 |       |       |   |
| 10.07 | 15:00 | Norwegia    | 2:3   | Egipt       | 21:25 | 25:22 | 25:19 | 24:26 | 13:15 |   |
| 10.07 | 18:00 | Polska      | 3:0   | Azerbejdżan | 25:15 | 25:12 | 25:10 |       |       |   |
| 11.07 | 13:00 | Azerbejdżan | 0:3   | Norwegia    | 19:25 | 17:25 | 14:25 |       |       |   |
| 11.07 | 16:00 | Polska      | 3:0   | Egipt       | 25:13 | 26:24 | 25:19 |       |       |   |

## Nagrody indywidualne
| Najlepszy zawodnik (MVP) | Najlepszy atakujący | Najlepszy blokujący | Najlepszy rozgrywający | Najlepszy przyjmujący   | Najlepszy zagrywający | Najlepszy libero |
| ------------------------ | ------------------- | ------------------- | ---------------------- | ----------------------- | --------------------- | ---------------- |
| Wilfredo León            | Bartosz Kurek       | Piotr Nowakowski    | Fabian Drzyzga         | Mostafa Mohamed Ibrahim | Mateusz Bieniek       | Paweł Zatorski   |

## Wydarzenia towarzyszące
Memoriał był ostatnim sprawdzianem reprezentacji Polski przed turniejem olimpijskim siatkarzy. W drugim dniu zawodów zorganizowano uroczystość z „Krakowa do Tokio" podczas, której zdobywcy złotego medalu z Montrealu przekazywali symboliczne statuetki członkom obecnej reprezentacji. Na koniec uroczystości ówczesny Wiceprezes Rady Ministrów Jarosław Gowin wręczył członkom drużyny prowadzonej przez Huberta Jerzego Wagnera Medal 100-lecia Odzyskania Niepodległości